# Championnat de Roumanie de football 1925-1926
Navigation
Saison précédente Saison suivante
La saison 1925-1926 du Championnat de Roumanie de football était la 14e édition de la première division roumaine.
Dix clubs participent à la compétition, il s'agit des clubs champions de chacune des régions de Roumanie. Le championnat national est disputé sous forme de coupe à élimination directe. C'est le Chinezul Timișoara, champion depuis 4 saisons, qui remporte de nouveau la compétition. C'est le 5e titre de champion de Roumanie de son histoire.

## Les 10 clubs participants
(entre parenthèses, la région d'appartenance du club)
- AMEF Arad (Arad)
- Juventus FC Bucarest (Bucarest)
- Coltea Brașov (Brasov)
- Hackoah Cernăuți (Cernăuți)
- Fulgerul Chișinău (Chișinău)
- Victoria Cluj (Cluj)
- Craiovan Craiova (Craiova)
- Staruinta Oradea (Oradea)
- Societatea de Gimnastica Sibiu (Sibiu)
- Chinezul Timișoara (Timișoara)

## Compétition

### Tour préliminaire
Un tour préliminaire a lieu pour déterminer les 2 derniers qualifiés pour la phase finale.
| Équipe 1             | Résultat | Équipe 2         |
| -------------------- | -------- | ---------------- |
| Juventus FC Bucarest | 4 - 1    | Craiovan Craiova |
| AMEF Arad            | 3 - 1    | Victoria Cluj    |

La compétition a lieu sous forme de coupe, avec match simple. En cas de match nul, la rencontre est rejouée sur le terrain de l'équipe qui s'est déplacée lors du premier match.
|  | Quarts de finale              | Quarts de finale              | Quarts de finale                 | Quarts de finale       |                        |                        | Demi-finales               | Demi-finales               | Demi-finales               | Demi-finales               |  |  | Finale               | Finale               | Finale               | Finale               |
|  |                               |                               |                                  |                        |                        |                        |                            |                            |                            |                            |  |  |                      |                      |                      |                      |
|  | 29 juin 1926                  | 29 juin 1926                  | 29 juin 1926                     | 29 juin 1926           |                        |                        | 18 juillet 1926 à Bucarest | 18 juillet 1926 à Bucarest | 18 juillet 1926 à Bucarest | 18 juillet 1926 à Bucarest |  |  | 1er août 1926 à Arad | 1er août 1926 à Arad | 1er août 1926 à Arad | 1er août 1926 à Arad |
|  | 29 juin 1926                  | 29 juin 1926                  | 29 juin 1926                     | 29 juin 1926           |                        |                        | 18 juillet 1926 à Bucarest | 18 juillet 1926 à Bucarest | 18 juillet 1926 à Bucarest | 18 juillet 1926 à Bucarest |  |  | 1er août 1926 à Arad | 1er août 1926 à Arad | 1er août 1926 à Arad | 1er août 1926 à Arad |
|  | AMEF Arad                     | AMEF Arad                     | 3                                | 3                      |                        |                        | 18 juillet 1926 à Bucarest | 18 juillet 1926 à Bucarest | 18 juillet 1926 à Bucarest | 18 juillet 1926 à Bucarest |  |  | 1er août 1926 à Arad | 1er août 1926 à Arad | 1er août 1926 à Arad | 1er août 1926 à Arad |
|  | AMEF Arad                     | AMEF Arad                     | 3                                | 3                      |                        |                        | 18 juillet 1926 à Bucarest | 18 juillet 1926 à Bucarest | 18 juillet 1926 à Bucarest | 18 juillet 1926 à Bucarest |  |  | 1er août 1926 à Arad | 1er août 1926 à Arad | 1er août 1926 à Arad | 1er août 1926 à Arad |
|  | Coltea Brașov                 | Coltea Brașov                 | 0                                | 0                      |                        |                        | 18 juillet 1926 à Bucarest | 18 juillet 1926 à Bucarest | 18 juillet 1926 à Bucarest | 18 juillet 1926 à Bucarest |  |  | 1er août 1926 à Arad | 1er août 1926 à Arad | 1er août 1926 à Arad | 1er août 1926 à Arad |
|  | Coltea Brașov                 | Coltea Brașov                 | 0                                | 0                      | AMEF Arad              | AMEF Arad              | 2                          | 2                          |                            |                            |  |  | 1er août 1926 à Arad | 1er août 1926 à Arad | 1er août 1926 à Arad | 1er août 1926 à Arad |
|  | 11 juillet 1926               |                               |                                  |                        | AMEF Arad              | AMEF Arad              | 2                          | 2                          |                            |                            |  |  | 1er août 1926 à Arad | 1er août 1926 à Arad | 1er août 1926 à Arad | 1er août 1926 à Arad |
|  |                               |                               | Chinezul Timișoara (T)           | Chinezul Timișoara (T) | 5                      | 5                      |                            |                            |                            |                            |  |  | 1er août 1926 à Arad | 1er août 1926 à Arad | 1er août 1926 à Arad | 1er août 1926 à Arad |
|  | Stariunta Oradea              | Stariunta Oradea              | Chinezul Timișoara (T)           | Chinezul Timișoara (T) | 5                      | 5                      | 0                          | 0                          |                            |                            |  |  | 1er août 1926 à Arad | 1er août 1926 à Arad | 1er août 1926 à Arad | 1er août 1926 à Arad |
|  | Stariunta Oradea              | Stariunta Oradea              | 18 et 20 juillet 1926 à Bucarest |                        |                        |                        | 0                          | 0                          |                            |                            |  |  | 1er août 1926 à Arad | 1er août 1926 à Arad | 1er août 1926 à Arad | 1er août 1926 à Arad |
|  | Chinezul Timișoara (T)        | Chinezul Timișoara (T)        | 5                                | 5                      |                        |                        |                            |                            |                            |                            |  |  | 1er août 1926 à Arad | 1er août 1926 à Arad | 1er août 1926 à Arad | 1er août 1926 à Arad |
|  | Chinezul Timișoara (T)        | Chinezul Timișoara (T)        | 5                                | 5                      | Chinezul Timișoara (T) | Chinezul Timișoara (T) | 3                          | 3                          |                            |                            |  |  |                      |                      |                      |                      |
|  | 27 juin 1926                  |                               |                                  |                        | Chinezul Timișoara (T) | Chinezul Timișoara (T) | 3                          | 3                          |                            |                            |  |  |                      |                      |                      |                      |
|  |                               |                               | Juventus FC Bucarest             | Juventus FC Bucarest   | 0                      | 0                      |                            |                            |                            |                            |  |  |                      |                      |                      |                      |
|  | Societatea de Gimastica Sibiu | Societatea de Gimastica Sibiu | Juventus FC Bucarest             | Juventus FC Bucarest   | 0                      | 0                      | 1                          | 1                          |                            |                            |  |  |                      |                      |                      |                      |
|  | Societatea de Gimastica Sibiu | Societatea de Gimastica Sibiu |                                  |                        |                        |                        |                            |                            |                            |                            |  |  |                      |                      |                      |                      |
|  | Juventus FC Bucarest          | Juventus FC Bucarest          | 3                                | 3                      |                        |                        |                            |                            |                            |                            |  |  |                      |                      |                      |                      |
|  | Juventus FC Bucarest          | Juventus FC Bucarest          | 3                                | 3                      | Juventus FC Bucarest   | Juventus FC Bucarest   | 2                          | 4                          |                            |                            |  |  |                      |                      |                      |                      |
|  | 12 juillet 1926               |                               |                                  |                        | Juventus FC Bucarest   | Juventus FC Bucarest   | 2                          | 4                          |                            |                            |  |  |                      |                      |                      |                      |
|  |                               |                               | Fulgerul Chișinău                | Fulgerul Chișinău      | 2                      | 1                      |                            |                            |                            |                            |  |  |                      |                      |                      |                      |
|  | Hackoah Cernăuți              | Hackoah Cernăuți              | Fulgerul Chișinău                | Fulgerul Chișinău      | 2                      | 1                      | 0                          | 0                          |                            |                            |  |  |                      |                      |                      |                      |
|  | Hackoah Cernăuți              | Hackoah Cernăuți              |                                  |                        |                        |                        |                            | 0                          |                            |                            |  |  |                      |                      |                      |                      |
|  | Fulgerul Chișinău             | Fulgerul Chișinău             | 1                                | 1                      |                        |                        |                            |                            |                            |                            |  |  |                      |                      |                      |                      |
|  | Fulgerul Chișinău             | Fulgerul Chișinău             | 1                                | 1                      |                        |                        |                            |                            |                            |                            |  |  |                      |                      |                      |                      |
|  |                               |                               |                                  |                        |                        |                        |                            |                            |                            |                            |  |  |                      |                      |                      |                      |

## Bilan de la saison
| Tableau d'Honneur                   |                    |
| Compétition                         | Vainqueur          |
| Championnat de Roumanie de football | Chinezul Timișoara |